# Emily Smith
Emily Smith (Nueva Gales del Sur, 28 de julio de 1992) es una exjugadora australiana de hockey sobre césped.

## Trayectoria
Smith debutó con su selección en el año 2011. En 2014 llegó a la final del Mundial de La Haya, pero perdió la final ante Países Bajos y obtuvo el subcampeonato. Participó en los Juegos Olímpicos de Londres 2012, Río 2016 y Tokio 2020.